# 醫療核保
醫療核保（英語：Medical underwriting）是一種醫療保險的用語，是指人們在申請保險（通常是人壽保險，或者醫療保險）覆蓋的時候，保險公司取得申請人的醫療或健康資訊做評估。核保後，做出兩種決定：接受，或是拒絕承保，以及在接受時，訂出保險費率。最常見的兩種醫療核保的形式：延遲承保（手續相對簡單）和全面醫療核保（需要深入分析客戶的健康資訊）。在某些市場裡面，醫療核保可能會受到法律的限制。如果可使用的話，使用的標準應該要客觀的、與提供覆蓋的相關成本做明確的聯結、實務上可管理、符合適用的法律、並能維護保險系統的長期生存能力。
承保人（保險公司）在此過程中會把申請人的健康狀況、年齡、工作性質、和所在的地理區域都列入考慮。考慮之後，保險公司會表達是否願意承保，以及應收取什麼樣的保費。

## 醫療保險
醫療保險公司在進行承保的過程中，會衡量申請人潛在的健康風險，與保險公司承保之後的潛在成本。
在核保的過程中，醫療保險公司向申請人（通常是申請個人或是家庭的醫療保險）詢問有關既有身體狀況的資訊。在美國大多數州，保險公司被允許詢問一個人的病史，以決定是否接受，或者拒絕承保，以及是否應對個人購買的保險收取額外的費用。
有關醫療保險中，所談到的醫療核保的大多數情況，都是涉及醫療費用的保險，但類似的考慮也適用於其他形式的醫療保險，例如Disability benefits和長期照顧保險。

### 核保目的
從保險公司的角度來看，醫療核保有其必要，防止人們僅在生病、懷孕、或者需要治療的時侯才去購買保險。逆向選擇是描述一種由於保險公司與消費者之間資訊不對稱，而發生保險需求高的用戶紛紛加入，而需求低的用戶選擇退出市場的現象。支持醫療核保的人認為，如果不論申請人既有身體狀況而允他們加入，人們將會等待，直到生病或是需要治療的時候才會採取行動。這樣就會產生一個由"高使用率"的被保險人所組成的風險池，然後是保險公司因為要支付高額的理賠，而必須收取更高的保費。反過來，高額的保費又進一步阻礙健康的人來購買保險，尤其是當他們意識到他們可以等待，直到有醫療服務的需求時候再去投保。

### 效果
因此，支持醫療核保的人認為，這種做法可確保把個人醫療保險費率維持在盡可能低的水準。而批評的人認為，這會不公平的把患有相對較小且可治療的既有疾病的人，把他們獲得醫療保險的機會給排除掉。會讓個人無法獲得保險的疾病包括嚴重的疾病：例如關節炎、癌症、和心臟病，還包括常見的疾病：例如痤瘡、體重超過或低於理想體重20磅的人、以及舊有的運動傷害。由於既有身體狀況（或稱既有醫療狀況，既有健康狀況）的原因，估計美國有500萬人被視為"無法承保"，而沒有醫療保險的覆蓋。
從2004年開始所做的一項大型行業調查發現，大約有13％的個人醫療保險申請人，在接受醫療核保後受到拒保。拒保率隨年齡的增長而有顯著增加，從18歲以下的人的5％，上升到19到64歲之間的人，有比三分之一少一點的人受到拒保。同一項研究還發現，在那些被同意承保的人之中，有76％的人支付標準費率，而有22％的人必須繳交更高的費率。保費增加的情況會隨著年齡的增長而增加，因此對於40歲以上的申請人，大約有一半會碰到拒保或者增加保費的情形。這項研究未提出有多少申請人，因為保費要提高，而不投保的情況。聯邦基金會在2001年所做的一項研究發現，在過去三年中，年齡在19到64歲的個人醫療保險申請人之中，大多數都覺得保費很昂貴，只有不到三分之一的人會購買。但是，這項研究並未把因醫療核保而被增加保費的消費者，和符合標準費率或者符合優惠費率的消費者區分開來。
衡量申請人被拒保的百分比，往往無法反映他們提出申請之前發生的情況。如果患有嚴重身體狀況的人，因為預期自己會被拒保而從未提出申請，他們是不會出現在拒保比率的數字之中。相反的，如果這種人向多家保險公司提出申請，希望可找到願意提供保險的公司，因此而產生的拒保率又會過高。聯邦基金會在2001年所做的研究發現，大多數成年人回應調查時說，要找得到負擔得起的醫療保險，多少是有些困難。在30歲以上的成年人中，說有難度的百分比，就不會因為年齡而有大的變化。那些有健康問題的人更有可能會說難以找到負擔得起的醫療保險（有健康問題的有77％會說困難，相對之下，身體健康的人有64％會如此說）。
美國某些州已把要求醫療核保作為獲得醫療保險的前提條件視為非法，就是說任何申請醫療保險，並且付費的人都可得到覆蓋。宣布要求醫療核保為非法的州包括紐約州、新澤西州、緬因州、麻薩諸塞州、和佛蒙特州，這幾個州的個人醫療保險費率也最高。
在《患者保護與平價醫療法案，PPACA》頒布之前，個人在私營保險市場購買個人醫療保險，需要作醫療核保是很普遍的事，但PPACA在 2014年生效後就被被完全禁止。

### 續保
在2010年通過《PPACA》之前，醫療保險主要由各州監管。一些州將個人醫療保險保單規定為"保證可再續保"：一旦簽發保單，只要支付應付的保費，保單持有人就可繼續擁有保單的覆蓋，無論其醫療狀況如何。在某些情況下，保險公司會根據個人的理賠歷史，或者健康狀況的變化而在年度續保的時候增收保費。當自由裁量團體信託（discretionary group trusts）跨州把保險推銷給個人時，它們規避某些州有關管理個人醫療保險市場的規則，而發生前述在年度續保時大幅增加保費的事。那家被《華爾街日報》揭發從事重新做醫療核保勾當的公司已公開表示會停止這種做法。
但是，在大多數情況下，保險公司想對已有保證可再續保的保單來做"重新醫療核保"，會受到原先保單條款和"PPACA"（以前則是州法律）的限制。即便如此，如果某項特定產品的保單受保人們的平均健康狀況惡化，則保費會發生大幅波動，這通常發生在保費上漲，更健康的個人退出保險（因為他們能以更優惠的條件購買其他保單），只剩那些相對不太健康的人留在風險池之內。促使保險成本上升的因素之一是最初加入的個人出現健康的問題。通常，在個人健康保險單進入市場經過五年後，理賠費用會大幅上升。

### 撤銷
如果保險公司發現申請人提供的資訊不完整，或者不正確，則保險公司有權取消這份保單。這種做法稱為撤銷，這樣的做法，可以讓保險公司受到保護，免受故意詐欺的侵害，這種撤銷情況發生在約1％的個人投保者身上，但案例似乎在增加之中。幾家大型保險公司的撤銷做法在一些州引起媒體的關注，發生集體訴訟，還有幾個州的監管機關的注意。2007年，加利福尼亞州透過立法，以收緊撤銷保單的規定。2007年12月，加州上訴法院裁定，醫療保險公司在能證明投保者故意虛假陳述健康狀況，或者保險公司在發出保單之前已對申請人做過調查，否則不得任意撤銷保險。

## 人壽保險承保
在美國各州自有的的保險法規中，一般而言是認定個人購買的人壽保險和醫療保險兩者不同。而各州在法律上的立場，是認為醫療保險在生活必需上比較重要，人壽保險次之。

## 延期承保
延期承保是醫療保險的一種替代性的簡單形保險方式，允許申請人在不透露其全部病史的情況下即可獲得保險。但是，如果投保人在過去五年內發生的既有身體狀況，如果在保單生效後的一定期間內（一般是兩年）發作的話，保單不予理賠。但是發作的時間是在設定的期間之後，則可獲得理賠。
因此，這種保險是適用於身體健康，而未預見有發展中的健康狀況者來投保。

## 全面醫療核保（FMU）
全面醫療核保要求申請人披露個人整個醫療史給保險公司。然後，保險公司根據那些既有身體狀況，設定包含有各種特定除外條款的醫療保險。